# Heringomyia fordiana
Heringomyia fordiana är en tvåvingeart som först beskrevs av Munro 1935.  Heringomyia fordiana ingår i släktet Heringomyia och familjen borrflugor. Inga underarter finns listade i Catalogue of Life.